# Giro de Lombardía 2017
La 111.ª edición del Giro de Lombardía fue una clásica ciclista que se disputó el 7 de octubre de 2017 sobre un recorrido 247 kilómetros con inicio en la ciudad de Bérgamo y final en la ciudad de Como. Esta carrera fue la última del calendario de los Monumentos del ciclismo.
La carrera formó parte del UCI WorldTour 2017, siendo la trigésima quinta competición del calendario de máxima categoría mundial.
La carrera fue ganada por el corredor italiano Vincenzo Nibali del equipo Bahrain-Merida, en segundo lugar Julian Alaphilippe (Quick-Step Floors) y en tercer lugar Gianni Moscon (Team Sky).

## Recorrido
El Giro de Lombardía dispuso de un recorrido total de 247 kilómetros iniciando desde Bérgamo en la región de Lombardía, pasando por los muros de Madonna del Ghisallo, Muro de Sormano y San Fermo della Battaglia hasta finalizar en Como.

## Equipos participantes
Tomaron parte en la carrera 25 equipos: los 18 UCI ProTeam (al tener asegurada y ser obligatoria su participación), más 7 equipos Profesional Continental. Formando así un pelotón de 199 ciclistas de los que acabaron 100. Los equipos participantes fueron:
| WorldTeams (18)- AG2R La Mondiale - Astana - Bahrain-Merida - BMC Racing Team - Bora-Hansgrohe - Cannondale-Drapac - FDJ - Lotto-Soudal - Movistar Team - Orica-Scott - Quick-Step Floors - Dimension Data - Katusha-Alpecin - Lotto NL-Jumbo - Sky - Team Sunweb - Trek-Segafredo - UAE Team Emirates Equipos continentales profesionales (7)- Androni Giocattoli - Bardiani CSF - Cofidis, Solutions Crédits - Gazprom-RusVelo - Nippo-Vini Fantini - Wilier Triestina-Selle Italia - Direct Énergie |
| |

## Clasificación final
- Las clasificaciones finalizaron de la siguiente forma:[5]

| \| Clasificación general \| Clasificación general \| Clasificación general \| Clasificación general \| Clasificación general \| \| Ciclista \| Ciclista \| Equipo \| Tiempo \| \| \| --------------------- \| --------------------- \| --------------------------- \| --------------------- \| --------------------- \| \| 1.º \| Vincenzo Nibali \| Bahrain-Merida \| 6 h 15 min 28 s \| \| \| 2.º \| Julian Alaphilippe \| Quick-Step Floors \| + 28 s \| \| \| 3.º \| Gianni Moscon \| Team Sky \| + 38 s \| \| \| 4.º \| Alexis Vuillermoz \| AG2R La Mondiale \| + 38 s \| \| \| 5.º \| Thibaut Pinot \| FDJ \| + 38 s \| \| \| 6.º \| Domenico Pozzovivo \| AG2R La Mondiale \| + 38 s \| \| \| 7.º \| Fabio Aru \| Astana \| + 38 s \| \| \| 8.º \| Mikel Nieve \| Team Sky \| + 40 s \| \| \| 9.º \| Nairo Quintana \| Movistar Team \| + 42 s \| \| \| 10.º \| Serguéi Chernetski \| Astana \| + 47 s \| \| \| 11.º \| Sam Oomen \| Team Sunweb \| + 47 s \| \| \| 12.º \| Nicolas Roche \| BMC Racing Team \| + 47 s \| \| \| 13.º \| Egan Bernal \| Androni-Sidermec-Bottecchia \| + 47 s \| \| \| 14.º \| Ben Hermans \| BMC Racing Team \| + 47 s \| \| \| 15.º \| Davide Villella \| Cannondale-Drapac \| + 1 min 12 s \| \| \| 16.º \| Mathias Frank \| AG2R La Mondiale \| + 1 min 12 s \| \| \| 17.º \| Diego Rosa \| Team Sky \| + 1 min 12 s \| \| \| 18.º \| Wilco Kelderman \| Team Sunweb \| + 1 min 12 s \| \| \| 19.º \| Bauke Mollema \| Trek-Segafredo \| + 1 min 26 s \| \| \| 20.º \| Tim Wellens \| Lotto-Soudal \| + 1 min 26 s \| \| |                    |                             |                 |
| |                    |                             |                 |
| Fuente: ProCyclingStats |                    |                             |                 |
| Clasificación general |                    |                             |                 |
| Ciclista | Ciclista           | Equipo                      | Tiempo          |
| 1.º | Vincenzo Nibali    | Bahrain-Merida              | 6 h 15 min 28 s |
| 2.º | Julian Alaphilippe | Quick-Step Floors           | + 28 s          |
| 3.º | Gianni Moscon      | Team Sky                    | + 38 s          |
| 4.º | Alexis Vuillermoz  | AG2R La Mondiale            | + 38 s          |
| 5.º | Thibaut Pinot      | FDJ                         | + 38 s          |
| 6.º | Domenico Pozzovivo | AG2R La Mondiale            | + 38 s          |
| 7.º | Fabio Aru          | Astana                      | + 38 s          |
| 8.º | Mikel Nieve        | Team Sky                    | + 40 s          |
| 9.º | Nairo Quintana     | Movistar Team               | + 42 s          |
| 10.º | Serguéi Chernetski | Astana                      | + 47 s          |
| 11.º | Sam Oomen          | Team Sunweb                 | + 47 s          |
| 12.º | Nicolas Roche      | BMC Racing Team             | + 47 s          |
| 13.º | Egan Bernal        | Androni-Sidermec-Bottecchia | + 47 s          |
| 14.º | Ben Hermans        | BMC Racing Team             | + 47 s          |
| 15.º | Davide Villella    | Cannondale-Drapac           | + 1 min 12 s    |
| 16.º | Mathias Frank      | AG2R La Mondiale            | + 1 min 12 s    |
| 17.º | Diego Rosa         | Team Sky                    | + 1 min 12 s    |
| 18.º | Wilco Kelderman    | Team Sunweb                 | + 1 min 12 s    |
| 19.º | Bauke Mollema      | Trek-Segafredo              | + 1 min 26 s    |
| 20.º | Tim Wellens        | Lotto-Soudal                | + 1 min 26 s    |

## Ciclistas participantes y posiciones finales
Convenciones:
- AB-N: Abandono en la etapa N
- FLT-N: Retiro por llegada fuera del límite de tiempo en la etapa N
- NTS-N: No tomó la salida para la etapa N
- DES-N: Descalificado o expulsado en la etapa N

## UCI World Ranking
El Giro de Lombardía otorgó puntos para el UCI WorldTour 2017 y el UCI World Ranking, este último para corredores de los equipos en las categorías UCI ProTeam, Profesional Continental y Equipos Continentales. Las siguientes tablas son el baremo de puntuación y los 10 corredores que obtuvieron más puntos:
| Posición   | 1.º | 2.º | 3.º | 4.º | 5.º | 6.º | 7.º | 8.º | 9.º | 10.º | 11.º | 12.º | 13.º | 14.º | 15.º | 16.º-20.º | 21.º-30.º | 31.º-50.º | 51.º-55.º | 56.º-60.º |
| Puntuación | 500 | 400 | 325 | 275 | 225 | 175 | 150 | 125 | 100 | 85   | 70   | 60   | 50   | 40   | 35   | 30        | 20        | 10        | 5         | 3         |

| 1.º  | Vincenzo Nibali    | Bahrain-Merida    | 500 |
| 2.º  | Julian Alaphilippe | Quick-Step Floors | 400 |
| 3.º  | Gianni Moscon      | Team Sky          | 325 |
| 4.º  | Alexis Vuillermoz  | AG2R La Mondiale  | 275 |
| 5.º  | Thibaut Pinot      | FDJ               | 225 |
| 6.º  | Domenico Pozzovivo | AG2R La Mondiale  | 175 |
| 7.º  | Fabio Aru          | Astana            | 150 |
| 8.º  | Mikel Nieve        | Team Sky          | 125 |
| 9.º  | Nairo Quintana     | Movistar Team     | 100 |
| 10.º | Serguéi Chernetski | Astana            | 85  |